# 南斯拉夫元帅
南斯拉夫元帅是南斯拉夫人民軍的最高阶军衔，相当于一些国家军队的陸軍元帥，该军衔同时也是南斯拉夫社会主义联邦共和国的一个荣誉头衔。

## 军衔历史
史上唯一曾拥有“南斯拉夫元帅”军衔的人是约瑟普·布罗兹·铁托，以至于“元帅”一词在国内成了他的代名词。1943年11月29日，铁托在波斯尼亞地區亞伊采举行的南斯拉夫反法西斯人民解放委员会第二次代表大会上获颁此军衔，而且他拥有该军衔/头衔直到于1980年5月4日死亡为止。